# Epidemic Sound
Epidemic Sound é uma produtora sueca de trilhas sonoras isenta de royalties, localizada em Estocolmo, Suécia. A produtora foi fundada em 2009 por Peer Åström, David Stenmarck, Oscar Höglund, e Jan Zachrisson.
A Epidemic Sound oferece uma galeria com mais de 50 mil trilhas sonoras através de uma assinatura para artistas e criadores de conteúdo, e também oferece músicas de fundo para espaços públicos, restaurantes, hotéis, shopping centers e parques de estacionamento. A produtora divide metade da receita obtida pelo streaming de música com os compositores e retém os direitos exclusivos das músicas.